# Russelliana solanicola
Russelliana solanicola är en insektsart som beskrevs av Leonard D. Tuthill 1959. Russelliana solanicola ingår i släktet Russelliana och familjen rundbladloppor. Inga underarter finns listade i Catalogue of Life.